# José Gregorio Gómez
José Gregorio Gómez (Buenos Aires, 21 de octubre de 1929 - Caracas, 24 de septiembre de 2003), apodado Pescaíto, fue un entrenador de fútbol argentino nacionalizado venezolano.
Fue seleccionador de Venezuela en dos oportunidades: la primera 1969, y la segunda desde 1970 a 1973.

## Biografía
Nacido en Argentina, José Gregorio Gómez fue un entrenador que dirigió a diferentes equipos de Venezuela y a varias selecciones locales.